# John Yeboah
John Yeboah Zamora (* 23. června 2000) je ekvádorský profesionální fotbalista, který hraje na pozici křídelníka za italský klub Benátky FC. Narodil se v Německu, ale hraje za ekvádorský národní tým.

## Klubová kariéra
Yeboah začal svou mládežnickou kariéru v hamburských klubech SV Rönneburg a FC Türkiye Wilhelmsburg, než v roce 2015 přestoupil do mládežnického týmu VfL Wolfsburg. V únoru 2018 Yeboah podepsal svou první profesionální smlouvu s Wolfsburgem, která měla trvat do 30. června 2021.
Yeboah debutoval za Wolfsburg v Bundeslize 3. listopadu 2018, kdy nastoupil jako náhradník v 81. minutě za Josipa Brekala při domácí prohře 0:1 proti Borussii Dortmund.
V září 2019 se Yeboah připojil k VVV-Venlo na hostování na celou sezónu.
V lednu 2022 byl zapůjčen do MSV Duisburg ze svého klubu Willem II.
Dne 25. června 2022 se připojil k polskému klubu Śląsk Wrocław na základě tříleté smlouvy. Dne 15. července 2022 debutoval v Ekstraklase, kdy nastoupil jako náhradník v dolnoslezském derby proti Zagłębie Lubin, které skončilo 0:0.
Dne 6. července 2023 Yeboah přestoupil k obhájci polského titulu Raków Częstochowa na základě tříleté smlouvy za poplatek 1,5 milionu eur. Po Copa América 2024 Yeboah odmítl pokračovat v tréninku v Polsku a následně dostal pokutu a přesunul se do rezervního týmu.
Dne 30. srpna 2024 italský klub Benátky FC podepsal s Yeboahem čtyřletou smlouvu za přestupovou částku přes 2,5 milionu eur.

## Reprezentační kariéra
Yeboah začal svou mládežnickou mezinárodní kariéru v německém týmu do 16 let, kde debutoval 16. května 2016 ve venkovním přátelském utkání s Francií, které skončilo remízou 1:1. V roce 2017 byl zařazen do německého kádru na Mistrovství Evropy ve fotbale do 17 let 2017 v Chorvatsku. Skóroval proti Srbsku ve skupinové fázi a v prohraném semifinále se Španělskem. Yeboah byl zařazen do německého kádru pro Mistrovství světa ve fotbale hráčů do 17 let 2017 v Indii. Skóroval proti Kolumbii v osmifinále, Německo později vypadlo ve čtvrtfinále.
Dne 7. října 2023 byl poprvé pozván do národního týmu Ekvádoru na kvalifikační zápasy na Mistrovství světa ve fotbale 2026 proti Bolívii a Kolumbii, které byly naplánovány na 12. a 16. října.
Zahrál si za Ekvádor během turnaje Copa América 2024 ve Spojených státech amerických. Dne 4. července 2024 ve čtvrtfinále proti Argentině asistoval Kevinu Rodríguezovi v nastavení 2. poločasu u gólu na 1:1. Yeboah byl jedním ze dvou ekvádorských hráčů, kteří proměnili penaltu v penaltovém rozstřelu, který však Ekvádor prohrál 2:4.

## Osobní život
Yeboah se narodil v Hamburku v Německu ghanskému otci a ekvádorské matce.

## Statistiky

### Klubové
Platí k zápasu hranému 9. listopadu 2024.
| Klub                     | Sezóna            | Soutěž            | Liga   | Liga | Národní pohár | Národní pohár | Kontinentální | Kontinentální | Ostatní | Ostatní | Celkově | Celkově |
| Klub                     | Sezóna            | Soutěž            | Zápasy | Góly | Zápasy        | Góly          | Zápasy        | Góly          | Zápasy  | Góly    | Zápasy  | Góly    |
| ------------------------ | ----------------- | ----------------- | ------ | ---- | ------------- | ------------- | ------------- | ------------- | ------- | ------- | ------- | ------- |
| VfL Wolfsburg            | 2018/19           | Bundesliga        | 2      | 0    | 1             | 0             | —             | —             | —       | —       | 3       | 0       |
| VfL Wolfsburg II         | 2018/19           | Regionalliga Nord | 5      | 4    | —             | —             | —             | —             | —       | —       | 5       | 4       |
| VVV-Venlo (hostování)    | 2019/20           | Eredivisie        | 18     | 1    | —             | —             | —             | —             | —       | —       | 18      | 1       |
| Willem II                | 2020/21           | Eredivisie        | 9      | 1    | 1             | 0             | —             | —             | 1       | 0       | 11      | 1       |
| Willem II                | 2021/22           | Eredivisie        | 8      | 0    | 1             | 0             | —             | —             | —       | —       | 9       | 0       |
| Willem II                | Celkově           | Celkově           | 17     | 1    | 2             | 0             | —             | —             | 1       | 0       | 20      | 1       |
| Almere City (hostování)  | 2020/21           | Eerste Divisie    | 17     | 4    | —             | —             | —             | —             | 1       | 0       | 18      | 4       |
| MSV Duisburg (hostování) | 2021/22           | 3. Liga           | 17     | 0    | —             | —             | —             | —             | —       | —       | 17      | 0       |
| Śląsk Wrocław            | 2022/23           | Ekstraklasa       | 32     | 10   | 4             | 3             | —             | —             | —       | —       | 36      | 13      |
| Raków Częstochowa        | 2023/24           | Ekstraklasa       | 30     | 3    | 2             | 0             | 11            | 1             | 1       | 0       | 44      | 4       |
| Benátky                  | 2024/25           | Serie A           | 8      | 0    | 0             | 0             | —             | —             | —       | —       | 8       | 0       |
| Celkově v kariéře        | Celkově v kariéře | Celkově v kariéře | 146    | 23   | 9             | 3             | 11            | 1             | 3       | 0       | 169     | 27      |

### Reprezentační
Platí k zápasu hranému 14. listopadu 2024.
| Národní tým | Rok     | Zápasy | Góly |
| ----------- | ------- | ------ | ---- |
| Ekvádor     | 2024    | 11     | 2    |
| Celkově     | Celkově | 11     | 2    |

#### Reprezentační góly
Skóre a výsledky Ekvádoru jsou vždy zapsány jako první. Góly Johna Yeboaha jsou zvýrazněny.
| Gól | Datum           | Místo                           | Soupeř    | Skóre | Výsledek | Soutěž          |
| --- | --------------- | ------------------------------- | --------- | ----- | -------- | --------------- |
| 1.  | 21. března 2024 | Red Bull Arena, New Jersey, USA | Guatemala | 1:0   | 2:0      | Přátelský zápas |
| 2.  | 12. června 2024 | Subaru Park, Chester, USA       | Bolivia   | 2:0   | 3:1      | Přátelský zápas |

## Úspěchy
Individuální
- Hráč měsíce Ekstraklasy: únor 2023